# Stazione di Kaihin-Makuhari
La stazione di Kaihin-Makuhari (海浜幕張駅?, Kaihin-Makuhari-eki) è una stazione ferroviaria situata nel quartiere di Mihama-ku, a Chiba, città della prefettura omonima, in Giappone. La stazione è servita dalla linea Keiyō della JR East.

## Linee e servizi
East Japan Railway Company
■ Linea Keiyō
■ Linea Musashino (servizio diretto)

## Struttura
La stazione è dotata di due marciapiedi a isola con quattro binari passanti su viadotto.
| 1 | ■ Linea Keiyō     | per Soga, Shimousa-Ichinomiya e Kisarazu           |
| 2 | ■ Linea Keiyō     | per Soga, Shimousa-Ichinomiya e Kisarazu           |
| 2 | ■ Linea Keiyō     | per Maihama, Shin-Kiba e Tokyo                     |
| 2 | ■ Linea Musashino | per Nishi-Funabashi, Shin-Matsudo e Fuchū-Honmachi |
| 3 | ■ Linea Keiyō     | per Maihama, Shin-Kiba e Tokyo                     |
| 3 | ■ Linea Musashino | per Nishi-Funabashi e Shin-Matsudo                 |
| 4 | ■ Linea Keiyō     | per Maihama, Shin-Kiba e Tokyo                     |
| 4 | ■ Linea Musashino | per Nishi-Funabashi e Shin-Matsudo                 |

## Stazioni adiacenti
| «                             | Servizio        | »            |
| Linea Keiyō                   | Linea Keiyō     | Linea Keiyō  |
| ----------------------------- | --------------- | ------------ |
| Makuharitoyosuna              | Locale          | Kemigawahama |
| Minami-Funabashi              | Rapido          | Kemigawahama |
| Il Rapido Pendolari non ferma |                 |              |
| Linea Musashino               |                 |              |
| Shin-Narashino                | Locale Shimousa | Capolinea    |